# Theodor Waldeck
Theodor Waldeck (* 25. November 1782 in Arolsen; † 1827 in Korbach) war ein deutscher Jurist und Landstand des Fürstentums Waldeck.

## Leben
Waldeck war der Sohn des Stadtkommissars in Korbach Friedrich Wilhelm Waldeck (* 22. September 1747 in Korbach; † 28. Januar 1800 ebenda) und dessen Ehefrau Charlotte Wilhelmine geborene Rissen (getauft 30. November 1749 in Korbach; † 31. Juli 1817 auf Gut Schaaken). Er war evangelisch und heiratete am 10. April 1808 in Korbach seine Cousine Caroline Friederike Waldeck (* 9. April 1780 in Korbach; † 2. Juli 1844 ebenda), der Tochter des Stifts-Syndikus von Schaaken Carl Wilhelm Waldeck und der Friederike Maria Leonhardi. Wilhelm Waldeck war ein Cousin, Carl Waldeck, Carl Rudolph Waldeck und Wilhelm Weigel waren Neffen.
Waldeck besuchte von 1791 bis 1801 das Landesgymnasium in Korbach. Ab 1811 studierte er Rechtswissenschaften an der Universität Gießen und wurde dann Advokat in Pyrmont. Am 28. Januar 1814 wurde er Oberamtssekretär in Nieder-Wildungen. Zwischen 1816 und 1824 wirkte er als Stadtsekretär in Mengeringhausen und Landfiskal. Als Stadtsekretär war er von 1816 bis 1824 auch Mitglied des Landstands des Fürstentums Waldeck. Im Jahr 1824 wurde er Justizamtmann in Korbach.